# Доля людини (оповідання)
«Доля людини» (рос. Судьба человека)  — оповідання радянського російського письменника Михайла Шолохова. Написане в 1956 році. Перша публікація — газета «Правда», номери за 31 грудня 1956 та 1 січня 1957 року.

## Сюжет
З початком Великої Вітчизняної війни шоферові Андрію Соколову доводиться розлучитися з сім'єю і піти на фронт. Вже в перші місяці війни він отримує поранення і потрапляє в нацистський полон. У полоні він переживає всі скрути концтабору, проте завдяки своїй мужності уникає розстрілу і, нарешті, тікає з нього за лінію фронту, до своїх. У короткій фронтовій відпустці на малу батьківщину він дізнається, що його кохана дружина Ірина і обидві доньки загинули під час бомбардування. Він відразу ж повертається на фронт не в силах більше перебувати в рідному місті. З рідних у нього залишився лише наймолодший син-офіцер. У день перемоги Андрій одержує звістку про те, що його син загинув в останній день війни.
Після війни самотній Андрій Соколов працює в чужих краях. Там він зустрічає маленького хлопчика Ваню, що лишився сиротою. Його мати загинула, а батько пропав безвісти. Соколов запевняє хлопчика, що він його батько, і цим дає хлопчику (і собі) надію на нове життя.

Дві осиротілих людини, дві піщинки, закинуті в чужі краї військовим ураганом небаченої сили… Що чекає їх попереду? І хотілося б думати, що ця російська людина, людина незламної волі, видужає і біля батьківського плеча виросте той, хто, подорослішавши, зможе все витерпіти, все подолати на своєму шляху, якщо до цього покличе його Батьківщина.

## Історія створення
Сюжет оповідання заснований на реальних подіях. Навесні 1946 року на полюванні Шолохов зустрів чоловіка, який повідав йому свою сумну історію. Шолохова захопила ця розповідь, і він вирішив: «Напишу розповідь про це, обов'язково напишу». Через 10 років, перечитуючи оповідання Хемінгуєя, Ремарка та інших зарубіжних письменників, Шолохов за сім днів написав оповідання «Доля людини».

## Екранізація
У 1959 році розповідь був екранізований радянським режисером Сергієм Бондарчуком, який зіграв головну роль. Фільм «Доля людини» у 1959 році був удостоєний головного призу на Московському кінофестивалі і відкрив режисерові шлях у велике кіно.